# Principauté d'Anhalt-Dornbourg
 (janvier 2024).
Si vous disposez d'ouvrages ou d'articles de référence ou si vous connaissez des sites web de qualité traitant du thème abordé ici, merci de compléter l'article en donnant les références utiles à sa vérifiabilité et en les liant à la section « Notes et références ».

Armoiries de la Principauté d'Anhalt-Dornbourg

La Principauté d'Anhalt-Dornbourg est située en Saint-Empire du nord dans l'Anhalt. Elle fut créée en 1667 autour de Dornbourg (qui fait partie de 
l'actuelle cité de Gommern) après la mort du prince Jean VI lors de la partition de la principauté d'Anhalt-Zerbst quand la principauté d'Anhalt-Mühlingen est constituée en même temps que la principauté d'Anhalt-Dornbourg pour les fils cadets du Prince Jean VI. Cette petite principauté dure jusqu'en 1742 quand les Princes Christian-Auguste et Jean-Louis II héritent de la principauté d'Anhalt-Zerbst.

## Liste des princes d'Anhalt-Dornbourg
- 1667-1704 : Jean-Louis Ier :
- 1704-1742 : Jean-Louis II ;
- 1704-1709 : Jean-Auguste (corégent) ;
- 1704-1710 : Christian-Louis (corégent) ;
- 1704-1742 : Jean-Frédéric (corégent) ;
- 1704-1742 : Christian-Auguste (corégent).
- Réunion avec la Principauté d'Anhalt-Zerbst en 1742.